# Charlotte von Pazatka

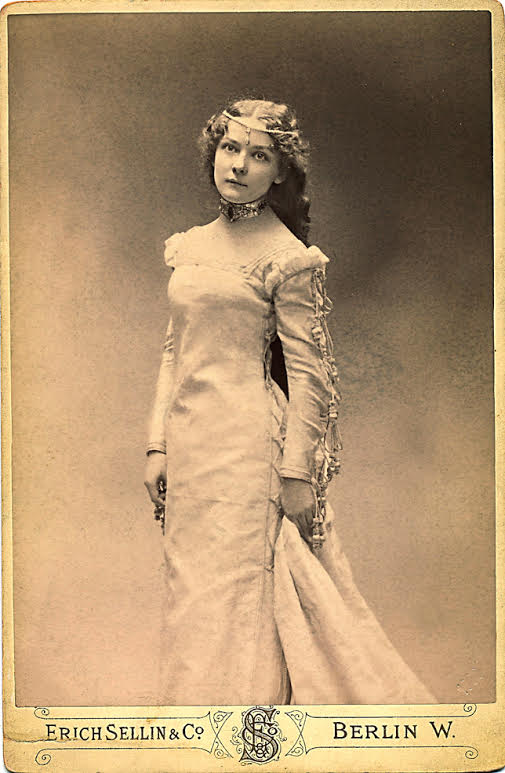
Charlotte v. Pazatka, Fotografie von Erich Sellin, Berlin 1900

Charlotte Margarethe von Pazatka Lipinski, verehelichte Baluschek (18. November 1878 in Berlin – 28. April 1969 ebenda) war eine deutsche Theaterschauspielerin.

## Leben
Charlotte Margarethe von Pazatka Lipinski wurde am 18. November 1878 in der Wohnung ihrer Eltern – dem Schneidermeister Franz Heinrich Christian von Pazatka Lipinski und der Mathilde Johanne Sophie Friederike geb. Buhse – in der Sebastianstraße 43 in der Luisenstadt geboren. Sie widmete sich der Bühne aus Liebe zur Kunst, welche Max Grube in ihr wach rief, und nachdem sie kurz Unterricht bei Gustav Kober genommen hatte. Ihr erstes Engagement fand sie nach einem gemeinsamen Vorsprechen mit ihrer Freundin Else Heims, der nachmaligen ersten Ehefrau von Max Reinhardt, 1895 am Berliner Theater. Die Theaterkritiker sagten ihr schon bald eine vielversprechende Karriere voraus.
Die Berliner Börsen-Zeitung schrieb am 25. September 1898 über ihre Schauspielkunst: „Sie ist ein großes Talent und dürfte einmal den Ruhm einer Agnes Sorma erreichen“. 1900 trat sie in den Verband des neu gegründeten Schauspielhauses Hamburg.
Dort gehörte sie bis zu ihrer Eheschließung zum Ensemble. Sie spielte in Berlin und Hamburg zahlreiche Rollen, bspw. im Sommernachtstraum, die Jungfrau von Orleans, in Romeo und Julia und später das Gretchen im Faust, die Luise in Kabale und Liebe, die Titelrolle im Käthchen von Heilbronn, verkörperte aber auch moderne Frauengestalten.
Charlotte heiratete 1902 den Kunstmaler und Schriftsteller Hans Baluschek, den sie einige Jahre vorher durch dessen Verbindungen zur Theaterwelt kennengelernt hatte. 1900 schuf er für sie eine gemalte Liebeserklärung in Form eines Märchenbildes, auf der er selbst als Elfenritter einer Dame mit ihren Gesichtszügen eine Rose überreicht. Gemeinsam zogen sie in ein Haus in der Klopstockstraße in Berlin-Tiergarten. Die Ehe verlief jedoch unbefriedigend und wurde 1913 kinderlos geschieden. Charlotte Baluschek hat nach der Ehe die Theaterlaufbahn nicht fortgesetzt.